# Валерий Эдитуй
Вале́рий Эдиту́й (лат. Valerius Aedituus; II век до н. э.) — римский поэт, которого некоторые историки причисляют к «кружку Лутация Катула». Писал, по словам антиковеда Михаэля фон Альбрехта, «поэтические эссе», считался мастером эпиграмм.
Всё, что сохранилось из творческого наследия Эдитуя — две любовные эпиграммы, которые Авл Геллий включил в состав своих «Аттических ночей». При этом сам Геллий пишет, что наряду со стихами Квинта Лутация Катула и Порция Лицина «изящнее, утончённее, элегантнее и прелестнее… не найти ничего ни по-гречески, ни по латыни».